# Örnsberg
Örnsberg is een metrostation van de metro van Stockholm aan lijn T13  van de rode route op 5,6 spoorkilometer van het centraal gelegen metrostation Slussen. De naam is afgeleid van een gebouw dat in de jaren 40 van de achttiende eeuw door Nils Öhrn is aangekocht. Het was ten tijde van de opening van de rode route in 1964 het eindpunt van een zijlijntje dat bij Liljeholmen aftakt van de hoofdlijn. Het metrostation verving de halte Jakobsdal van tramlijn 16 die iets ten zuiden van het station aan de Hägerstensvägen te vinden was. Tramlijn 16 was voortgekomen uit de Södra Förstadsbanan, een sneltram uit 1911, die in 1964 door T13 vervangen werd. Op 16 mei 1965 volgde een verdere verlenging van de lijn naar het westen en door latere verlengingen naar het zuidwesten is deze tak tegenwoordig de langste van de rode route. 
Het perron ligt op 9,1 meter boven zeeniveau aan de westkant van de Örnsbergvägen en is toegankelijk via een toegangsgebouw dat aan de oostkant van de Örnsbergvägen boven de tunnelingang is gebouwd. Het station is een van de weinige dat niet officieel van kunstwerken is voorzien. 
Norsborg ·
Hallunda ·
Alby ·
Fittja ·
Masmo ·
Vårby gård ·
Vårberg ·
Skärholmen ·
Sätra ·
Bredäng ·
Mälarhöjden ·
Axelsberg ·
Örnsberg ·
Aspudden ·
Liljeholmen ·
Hornstull ·
Zinkensdamm ·
Mariatorget ·
Slussen ·
Gamla Stan ·
T-Centralen ·
Östermalmstorg ·
Karlaplan ·
Gärdet ·
Ropsten